# Amour Fou
Amour Fou ("amor loco") es una película austriaca de 2014 dirigida por Jessica Hausner y protagonizada por Christian Friedel y Birte Schnöink. La historia está ambientada en Berlín en 1810 y 1811, y sigue al escritor alemán Heinrich von Kleist y su amante Henriette Vogel en las etapas finales de sus vidas. Se proyectó en la sección Un Certain Regard del Festival de Cine de Cannes de 2014.

## Reparto
- Christian Friedel como Heinrich von Kleist
- Birte Schnöink como Henriette Vogel
- Stephan Grossman como Vogel
- Sandra Hüller como Marie
- Sebastian Hulk como Ernst von Pfuel
- Peter Jordan como Adam Müller

## Producción
La película fue producida por Coop99 Filmproduktion en colaboración con Essential Filmproduktion de Alemania y Amour Fou de Luxemburgo. Se investigó mucho el vestuario y el diseño de producción para evitar los clichés que se ven en muchas películas de época. Hausner quería una estética clara con muchos colores amarillo y rojo. Una fuente de inspiración para el estilo visual fueron las pinturas de Johannes Vermeer. El rodaje tuvo lugar en Luxemburgo, Alemania y Austria de febrero a octubre de 2013.

## Recepción
En el sitio web del agregador de reseñas Rotten Tomatoes, la película tiene un índice de aprobación del 89%, basado en 47 reseñas, y una calificación promedio de 7.2/10. El consenso crítico del sitio web dice: " Amour Fou corre el riesgo de dominar su historia engañosamente impactante con sus imágenes notables, pero en última instancia forma un todo fascinante". En Metacritic, la película tiene una puntuación media ponderada de 69 sobre 100, basada en 15 críticos, lo que indica "críticas generalmente favorables".